# Нова Вес у Младој Вожици
Нова Вес у Младој Вожици (чеш. Nová Ves u Mladé Vožice) је насељено мјесто са административним статусом сеоске општине (чеш. obec) у округу Табор, у Јужночешком крају, Чешка Република.

## Становништво
Према подацима о броју становника из 2014. године насеље је имало 174 становника.